# Trichosteleum sublaevifolium
Trichosteleum sublaevifolium är en bladmossart som beskrevs av Brotherus 1928. Trichosteleum sublaevifolium ingår i släktet Trichosteleum och familjen Sematophyllaceae. Inga underarter finns listade i Catalogue of Life.